# Radoje Dragosalić
Radoje Dragosalić bio je hrvatski slikar i drvodjelac.
Bio je podrijetlom iz neretvanskoga kraja. Učio je zanat u Dubrovniku od 1427. do 1431. kod štitara R. Junčića. Godine 1431. bio je samostalan majstor u Kotoru. Tamo je imao vlastitu radionicu i učenika Vukića Vučetića iz Drijeva.
Nakon toga odlazi u Dubrovnik te 1439. u svoju radionicu prima redom Grgura Hostojčića, Vukašina Račića, Nikolu Radovanovića, Radiča Brančića te Raska Radeljeva.
Godine 1452., zajedno sa slikarom Ivanom Ugrinovićem dobio je zaduženje da izradi za potrebe Dubrovačke Republike 300 štitova. Njegov sin Stjepan bio je od 1453. šegrt kod slikara Mateja Junčića.

### Članci
- Redakcija. 1993. Dragosalić, Radoje. Hrvatski biografski leksikon. Zagreb.  journal zahtijeva |journal= (pomoć)